# Suzuki Celerio
Cet article concerne la première Suzuki Celerio européenne. Pour la version japonaise vendue sous le nom de Maruti Suzuki A-STAR de 2009, voir Suzuki Alto.
La Suzuki Celerio est une petite citadine produite par le constructeur automobile japonais Suzuki depuis 2014. 

## Première génération (2014-)

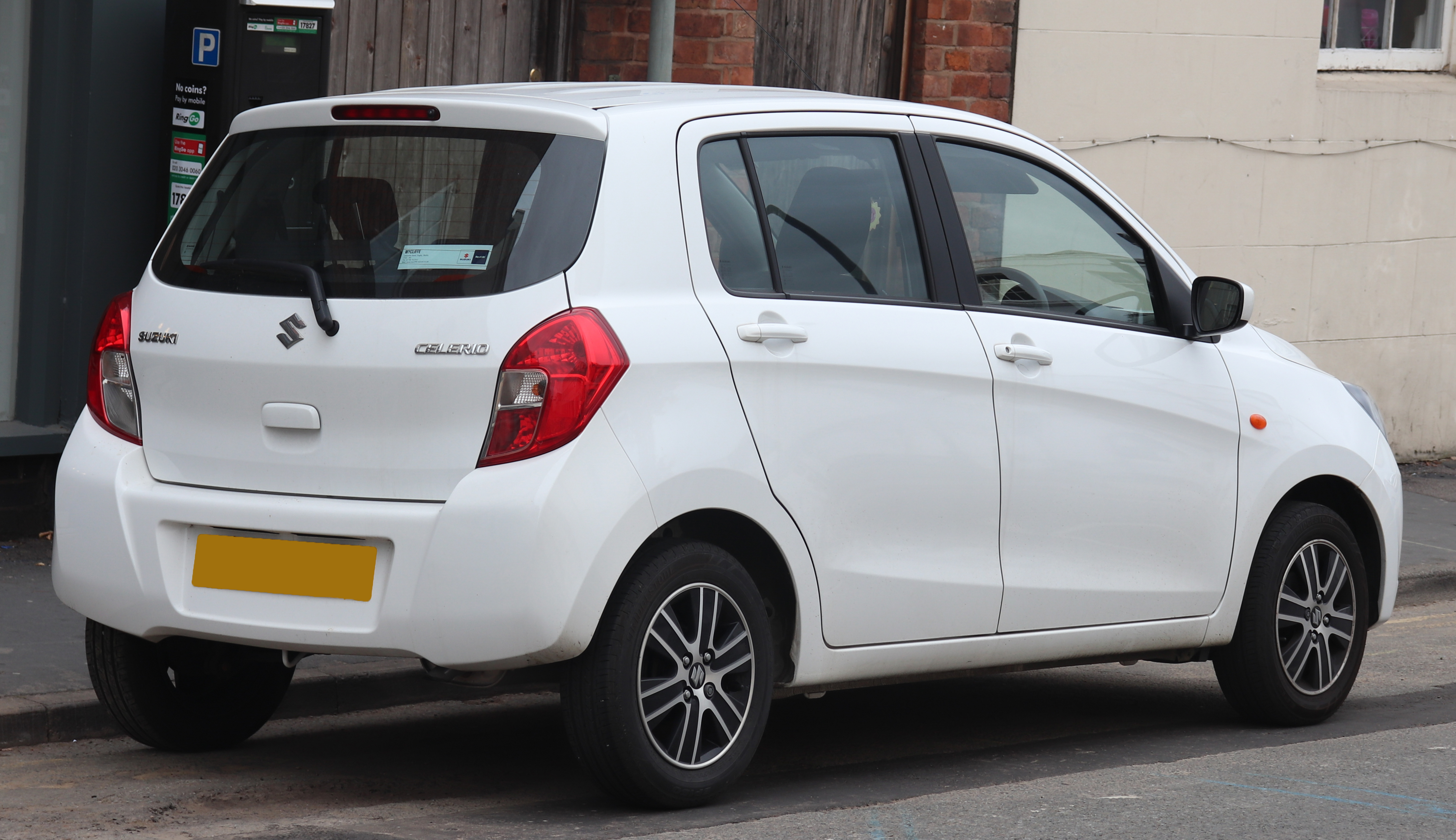
Suzuki Celerio I

Elle est commercialisée en Europe entre le second semestre 2014 et décembre 2019, où remplace l'Alto et la Splash comme modèle d'entrée de gamme,,.

### Motorisations
|                            | 1.0         | 1.0         |
| -------------------------- | ----------- | ----------- |
| Cylindres                  | 3 cylindres | 3 cylindres |
| Cylindrée                  | 998         | 998         |
| Puissance maximale         | 68 à 6 000  | 68 à 6 000  |
| Couple maximal             | 90 à 3 500  | 90 à 3 500  |
| Boîte de vitesses          | BVM5        | BVR5        |
| Vitesse maximale           | 155         |             |
| 0-100 km/h                 | 14          |             |
| Consommation (en L/100 km) | 3.6         | 4.3         |
| Émissions de CO2 (en g/km) | 84          | 99          |

### Finitions

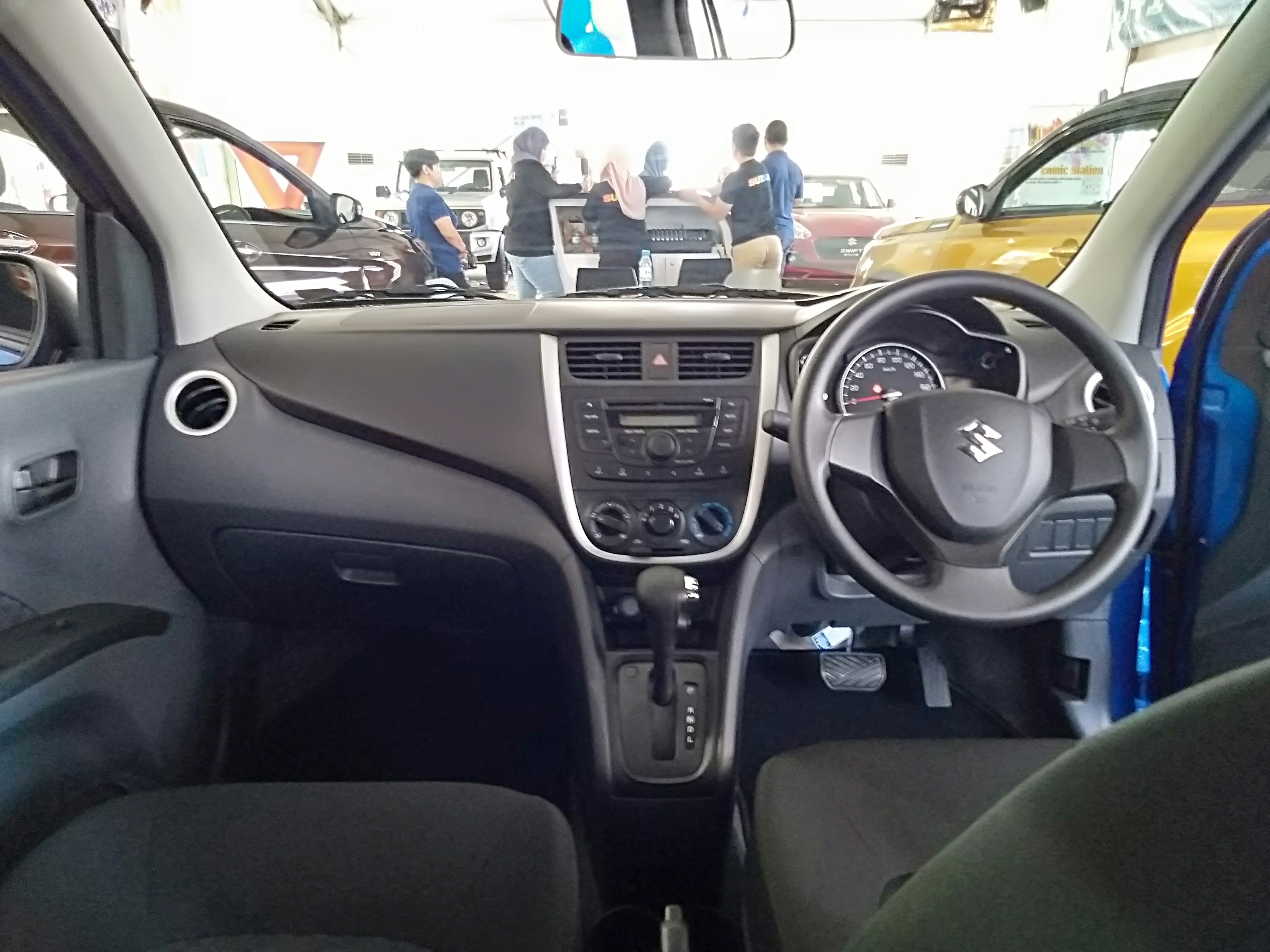
Suzuki Celerio I (intérieur)

Il existe 4 niveaux de finitions [Quand ?][Où ?] : 
- Avantage
- Privilège
- Pack (& Pack Auto)
- Pack Plus

### Coloris
Les coloris que propose la Celerio pour l'Europe sont : Superior White (blanc); en métallisée : B lue Pearl (bleu), Star Silver (gris clair), Minéral Gray (gris foncé), Red Pearl (rouge) et Superior Black (noir).

## Deuxième génération (2021-)

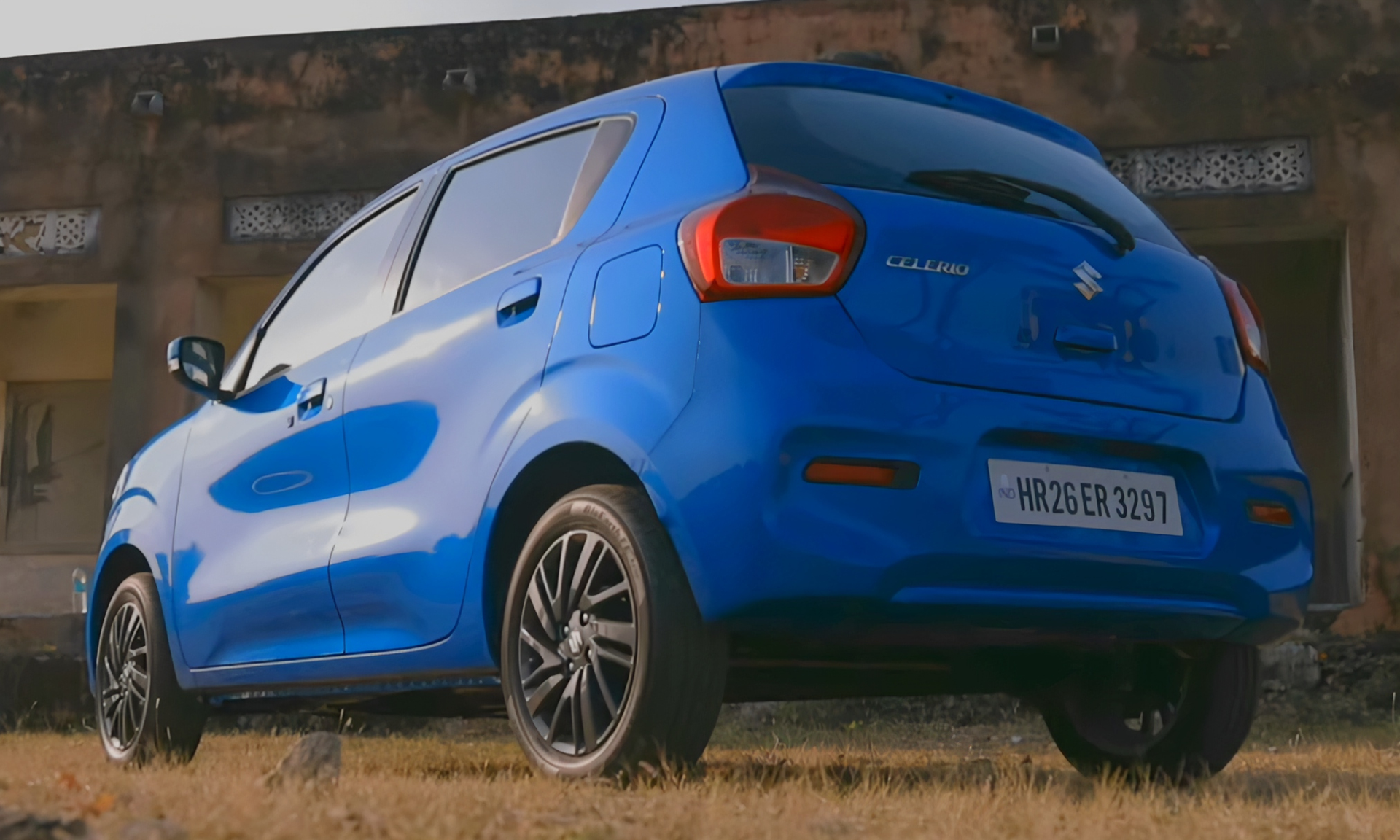
Suzuki Celerio II

La deuxième génération est révélée en Inde en novembre 2021. Cette nouvelle génération est exportée vers plusieurs marchés émergents d'Afrique, d'Asie et d'Amérique latine, mais n'est pas vendue en Europe.

### Toyota Vitz
En janvier 2023, le Celerio est rebadgée Toyota dans certains pays d'Afrique australe où l'on conduit à gauche dont l'Afrique du Sud. Elle est appelée Toyota Vitz, réutilisant le nom anciennement utilisé par la Yaris sur le marché japonais. En Afrique du Sud, la Vitz remplace la Toyota Agya en tant que modèle d'entrée de gamme de la marque.

## Autres utilisation de l'appellation Suzuki Celerio

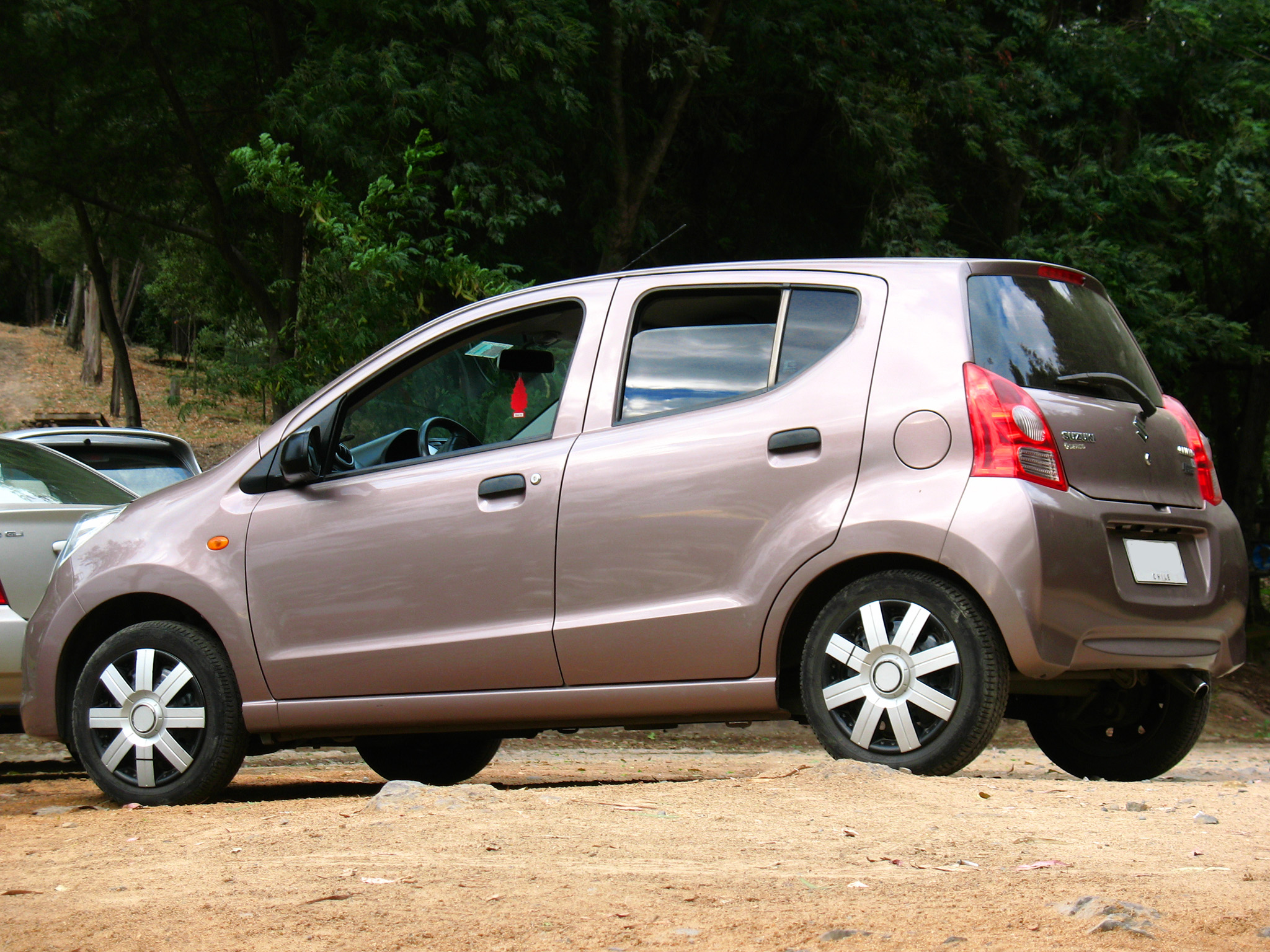
Suzuki Celerio Japon (2009)

La première utilisation de l'appelation Suzuki Celerio remonte à la Suzuki Alto européenne de 2009, nommée Celerio dans certains pays.